# Кребы

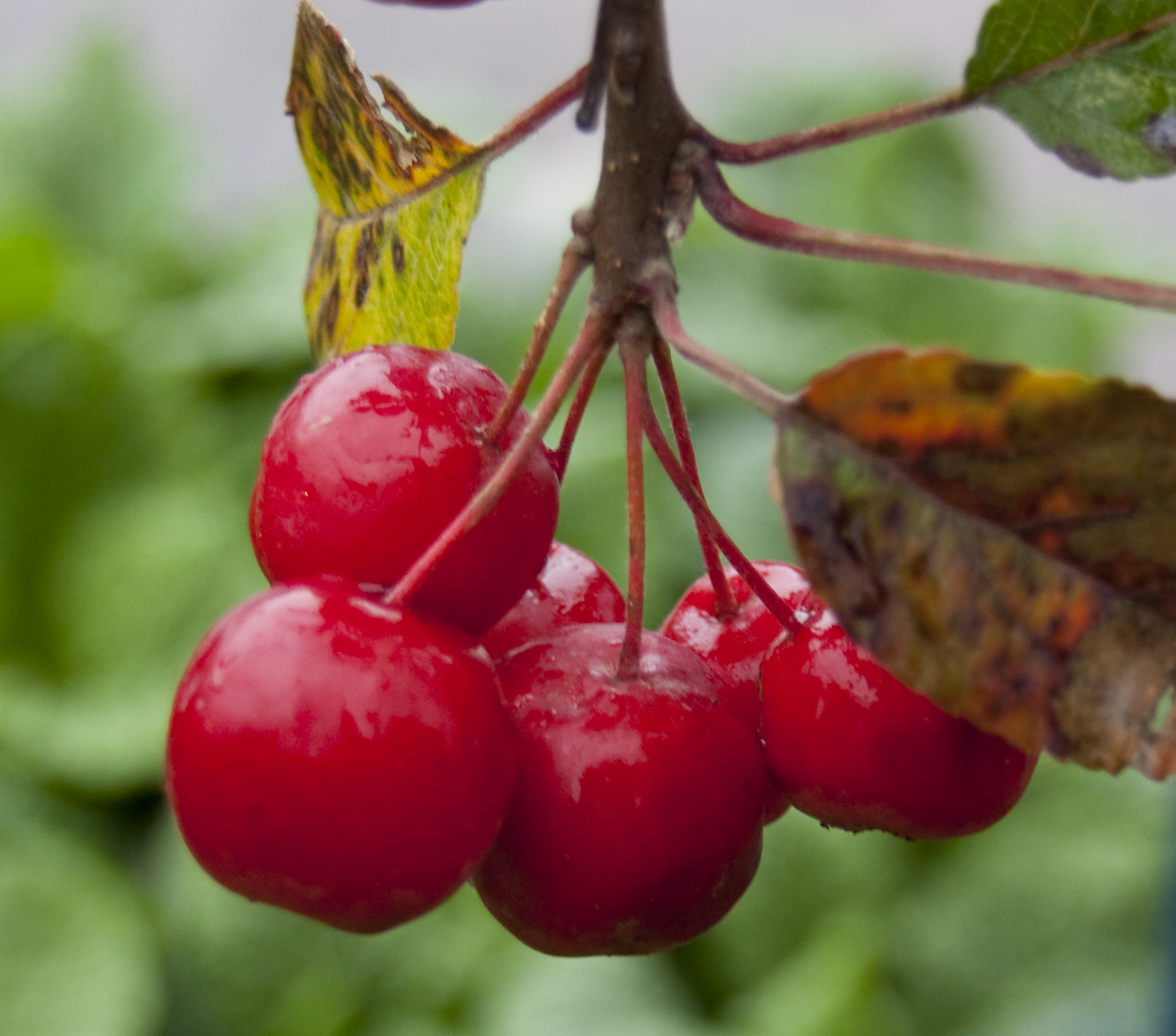

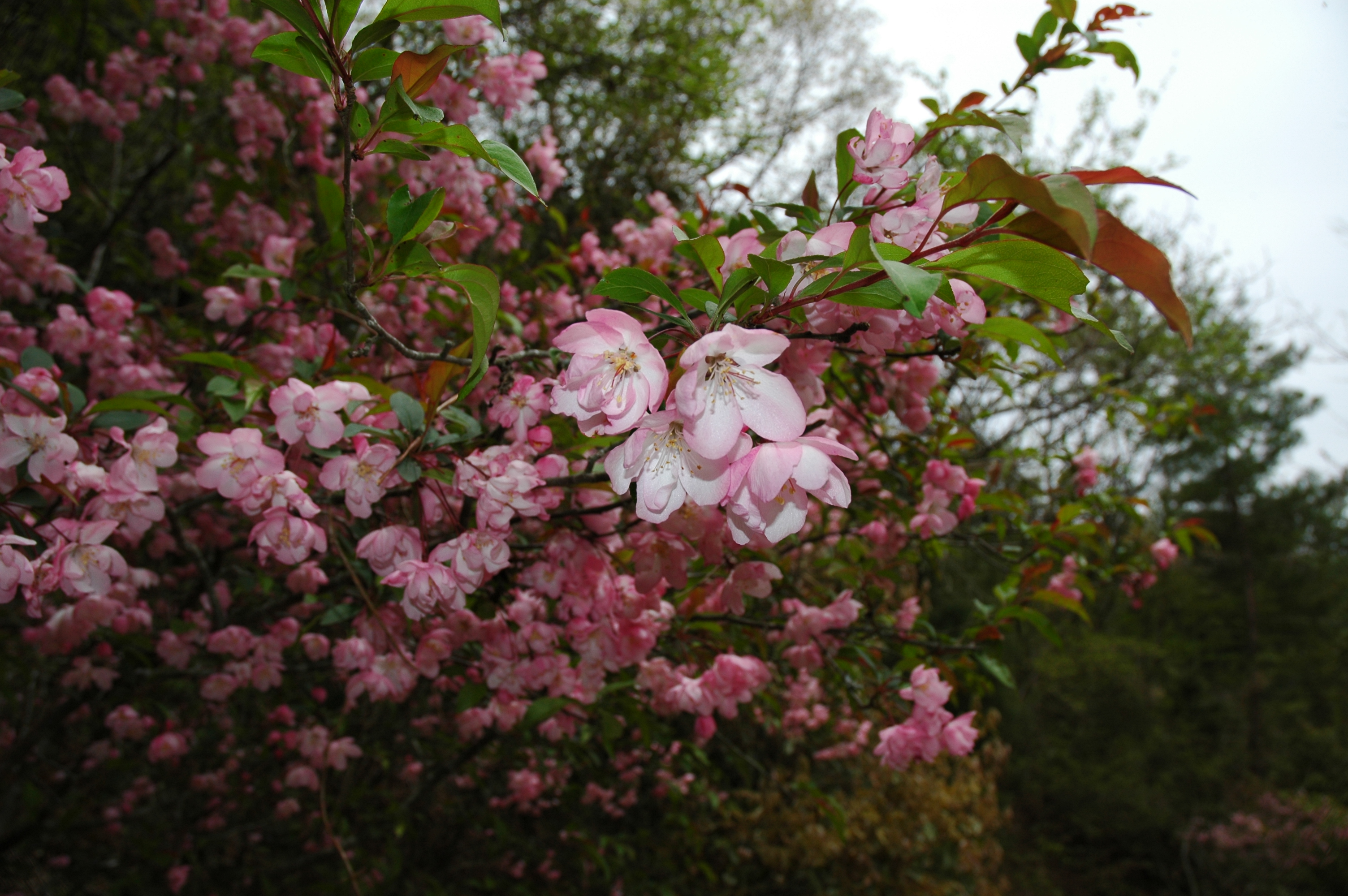

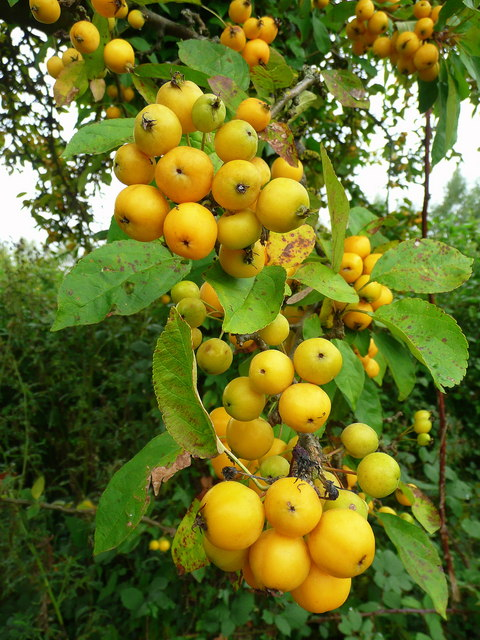

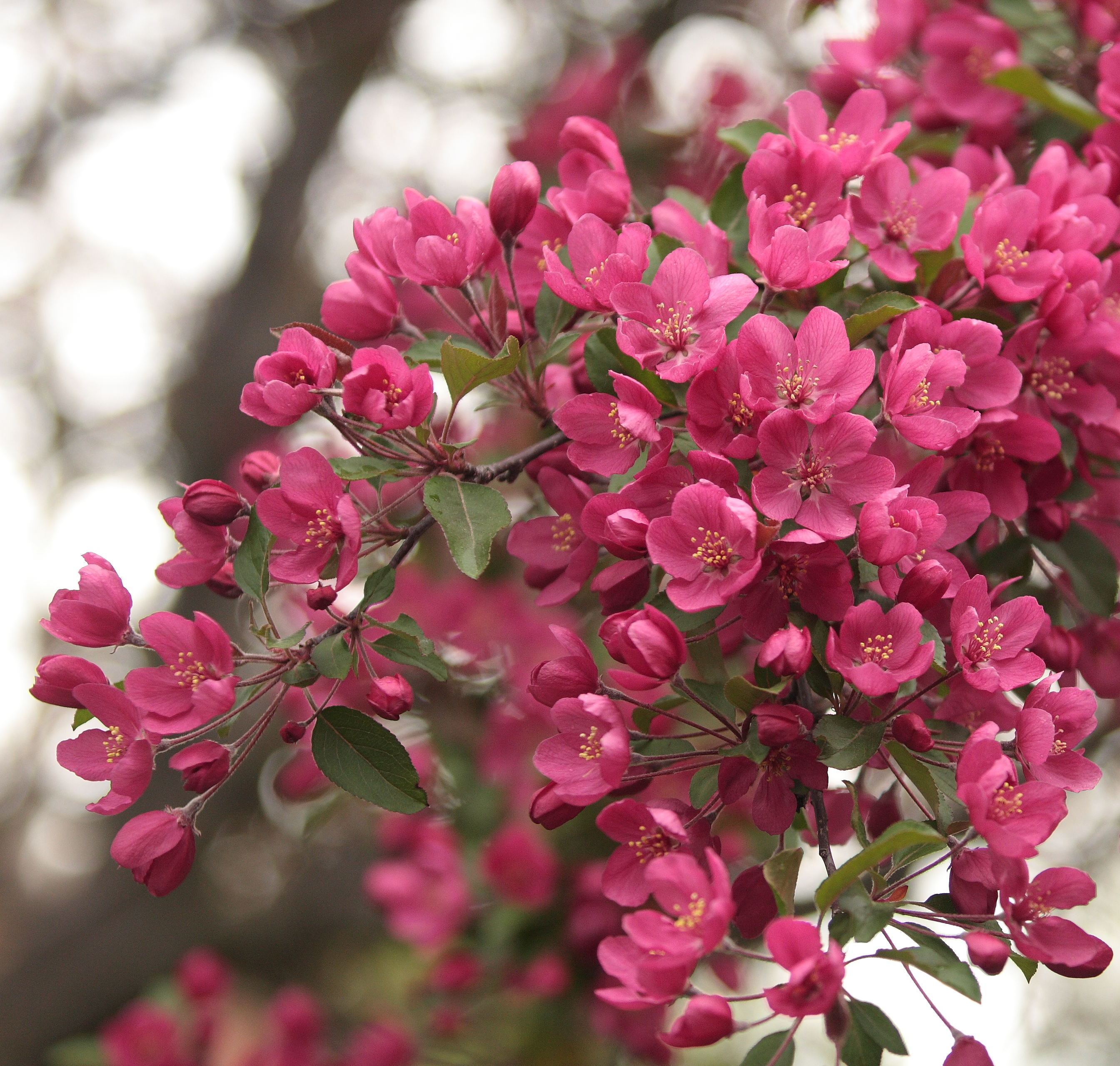

Кребы (англ. Crab apples) — группа декоративных сортов и видов яблони с плодами, имеющими диаметр меньший или равный 5 сантиметрам. Известно более 800 сортов.
Используются в ландшафтном дизайне и в качестве опылителей для промышленных сортов яблони. Наиболее популярны в США и Западной Европе.

## История и происхождение
Первые литературные упоминания о кребах можно встретить в трудах Плиния (1. в. до н. э., Плиний, «Естественная История» кн. 15, гл. 15). В Англии Джерард привёл описание и рисунки дикорастущих яблонь, назвав их: крупный дичок или красный креб, — Malus silvestris rubens; белый дичок — Malus silvestris alba, креб с мелкими плодами Malus silvestris minor; креб с твёрдыми плодами — Malus duracina silvestris. Сведения о кребах в Западной Европе имеются в сочинениях И. Боэна и И. Т. Табермонтануса. В России о кребах упоминает известный помолог Л. П. Симиренко. Им было сделано описание 37 сортов-кребов, все они — интродуценты.
Происхождение кребов неизвестно. Предполагается, что они произошли в результате скрещивания Malus baccata и Malus spectabilis с Malus prunifolia; Malus coronaria и Malus angustifolia с Malus domestica, а также их гибридов с Malus domestica.
Большинство краснолистных форм кребов предположительно происходят от дикого вида — Яблони Недзвецкого. Яблоня Недзвецкого отличается высоким содержанием антоциана не только в листьях и лепестках цветков, но и в мякоти плодов, благодаря чему дерево на протяжении всего периода вегетации необычайно декоративно.

## Биологическое описание
Деревья сортов-кребов характеризуются слабой или средней силой роста и компактностью кроны. Большая часть сортов имеет высоту 4,5—7,6 метров, некоторые могут достигать 12 метров. Скорость роста от 20 до 25 сантиметров в год.
Листья зелёные, пурпурно-фиолетовые или красноватые.
Цветки простые (с пятью лепестками), полумахровые (6—10 лепестков) или махровые (более 10 лепестков). Махровые кребы сохраняют свои цветы дольше, чем сорта с другим типом цветков, но отличаются менее обильным плодоношением. Цветки могут быть тёмно-красными, розовыми различных оттенков (до лососевого), белыми.
Плоды тёмно-красные, зелёные, жёлтые, жёлто-оранжевые либо жёлтые с красным румянцем. Плоды, хотя и могут использоваться в пищу, обычно мелкие и не отличаются хорошим вкусом, поэтому чаще идут в переработку — на изготовление сидра, вина, варенья, джема, компота и т. п.
Кребы нетребовательны к условиям произрастания в силу своего происхождения. Они характеризуются высокими показателями мужской фертильности и образованием полезной завязи у большинства промышленных сортов. Кребы отличаются длительным (20 дней и более) периодом цветения. Использование их в яблоневых садах в качестве сортов-опылителей позволяет создавать моносортные насаждения, что способствует повышению эффективности садовых агроценозов.

## Некоторые сорта
- 'Adams' — крона широкая, листья зелёные, цветки розовые, плоды красные
- 'Adirondack' — крона вертикальная, листья зелёные, цветки белые, плоды красные
- 'Bob White' — высота около 6 метров, цветки белые, плоды жёлтые (в январе оранжево-жёлтые)
- 'Cardinal' (PP 7147) — крона широкая, листья тёмно-фиолетово-красные, цветки розовые, плоды красные
- 'Centzam'(Centurion® Crabapple) — крона вертикальная, листья фиолетовые, позже бронзово-зелёные, цветки розово-красные, плоды красные
- 'Coralcole' (Coralburst® Crabapple) — дерево невысокое, крона компактная, овальная, листья зелёные, цветки белые с кораллово-розовым, плоды бронзового цвета
- 'Crimson Gold'
- 'Dolgo' — крона овальная, листья зелёные, цветки белые, плоды красные
- 'Donald Wyman' — высота деревьев около 6 метров, крона широкая, листья зелёные, цветки белые, плоды красные
- M. sargentii 'Select A' (PP 12621, Firebird® Crabapple) — дерево невысокое, крона компактная, овальная, листья зелёные, цветки белые, плоды красные
- M. floribunda (Japanese Flowering Crabapple) — вывезена из Японии в 1862 году; высота 4,5—7,6 метра, крона широкая, листья зелёные, бутоны розовые, цветки белые, плоды жёлто-красные
- 'Schmidtcutleaf' (Golden Raindrops® Crabapple) — крона вертикальная, листья зелёные, цветки белые, плоды золотисто-жёлтые
- 'Hargozam' (Harvest Gold® Crabapple) — крона вертикальная, листья зелёные, цветки белые, плоды жёлтые
- M. hupehensis — высота и ширина 6—7,6 метра, крона вазообразная, бутоны розовые, цветки белые, плоды красные
- 'Indian Magic' — крона широкая, листья зелёные, цветки тёмно-розовые, плоды оранжево-красные
- M. ioensis 'Klehm’s Improved Bechtel' (Klehm’s Improved Bechtel Crab) — крона округлая, листья зелёные, цветки розовые, плоды зелёные
- 'Lollizam' (Lollipop® Crabapple) — дерево невысокое, крона округлая, листья зелёные, цветки белые, плоды жёлтые
- 'Louisa' — крона широкая, ветви на концах поникают, листья зелёные, цветки розовые, плоды жёлтые
- 'Manchurian Crab'
- 'Mary Potter' — высота деревьев 3—4,5 м
- 'Molten Lava' — высота деревьев 2,4—3 м, цветки белые, плоды жёлто-оранжевые
- 'Jarmin' (PP 14337, Marilee® Crabapple) — крона вертикальная, листья зелёные, бутоны розовые, цветки белые, плодов практически нет
- 'Pear Leaf'
- 'Perfect Purple' — крона овальная, листья фиолетовые, цветки тёмно-розовые, плоды красные
- 'Parrsi' (Pink Princess™ Crabapple) — крона широкая, листья фиолетовые, позже бронзово-зелёные, цветки нежно-розовые, плоды красные
- M. ioensis 'Prairie Rose' — крона округлая, листья зелёные, цветки махровые, нежно-розовые, плодов обычно нет
- 'Prairifire' — крона широко-пирамидальная, листья красно-бордовые, позже красно-зелёные, цветки тёмно-розовые, плоды красные
- 'Professor Sprenger' — крона овальная, листья зелёные, бутоны розовые, цветки белые, плоды оранжево-красные
- 'Profusion' — крона овальная, молодые листья пурпурные, позже бронзовые, цветки тёмно-розовые, плоды бордовые
- 'Purple Prince' (PP 8478) — крона овальная, листья фиолетовые, позже бронзово-зелёные, цветки тёмно-розовые, плоды бордовые
- 'Radiant' — крона овальная, листья красно-фиолетовые, позже зелёные, цветки тёмно-розовые, плоды ярко-красные
- 'Red Barron' — крона вертикальная, листья красно-фиолетовые, позже бронзово-зелёные, цветки красные, плоды красные
- 'Red Jewel' — высота 3—4,5 метра, цветки белые, плоды вишнёво-красные
- 'Red Jade' — высота 2,4—3 метра, крона широко-овальная, концы ветвей повисают, листья зелёные, бутоны розовые, цветки белые, плоды многочисленные, ярко-красные
- M. baccata 'Jackii' — высота 9—12 метров, листья зелёные (устойчивые к болезням), цветки белые, плоды немногочисленные бордово-красные
- 'Jewelcole' (Red Jewel™ Crabapple) — крона вертикальная, листья зелёные, цветки белые, плоды красные
- 'Rejzam' (Rejoice™ Crabapple) — крона вертикальная, листья бронзово-зелёные, цветки розовые, плоды красные
- 'Robinson' — крона широко-пирамидальная, листья бронзово-зелёные, цветки розовые, плоды красные
- 'JFS-KW5' (PP 14375; Royal Raindrops® Crabapple) — крона вертикальная, цветки розовые, плоды красные
- 'Royalty' — крона овальная, листья тёмно-фиолетовые, цветки пурпурно-фиолетовые, плоды красные
- M. sargentii (Sargent Crabapple) — высота деревьев 1,8—3 метра, крона широко-овальная, цветки белые, плоды многочисленные, ярко-красные
- M. sargentii 'Tina' (Sargent Tina Crabapple) — крона зонтиковидная, бутоны розовые, цветки белые, плоды ярко-красные
- 'Sentinel' — высота 4,5—6 метров, крона вертикальная, цветки белые с розоватым оттенком, плоды красные
- 'Shotizam' (Show Time™ Crabapple) — крона округлая, листья бронзово-зелёные, цветки розовые, плоды красные
- 'Snowdrift' — крона широко-овальная, листья зелёные, бутоны розовые, цветки белые, плоды оранжевые
- 'Strawberry Parfait' — крона неравномерно-вертикальная, цветки розовые, плоды жёлтые с красным румянцем
- 'Spring Snow' — крона широко-овальная, листья зелёные, цветки белые, плодов обычно нет
- 'Sugar Tyme' — высота деревьев 4,5—5,4 метра, цветки белые, плоды красные
- 'Sutyzam' (PP 7062, Sugar Tyme® Crabapple) — крона овальная, листья зелёные, бутоны розовые, цветки белые, плоды красные
- M. tschonoskii — крона вертикальная, листья зелёные, цветки белые, плоды малочисленные, зелёные
- 'Velvetcole' (Velvet Pillar™ Crabapple) — крона вертикальная, листья фиолетовые, цветки розовые, плоды красные
- 'White Cascade' — высота 3—4,5 м, цветки белые, плоды жёлтые
- M. × zumi 'Calocarpa' — крона широко-овальная, листья зелёные, бутоны розовые, цветки белые, плоды ярко-красные.